# Cosmarium wittrockii
Cosmarium wittrockii là một loài Song tinh tảo trong họ Desmidiaceae, thuộc chi Cosmarium.